# Max Carl Krüger

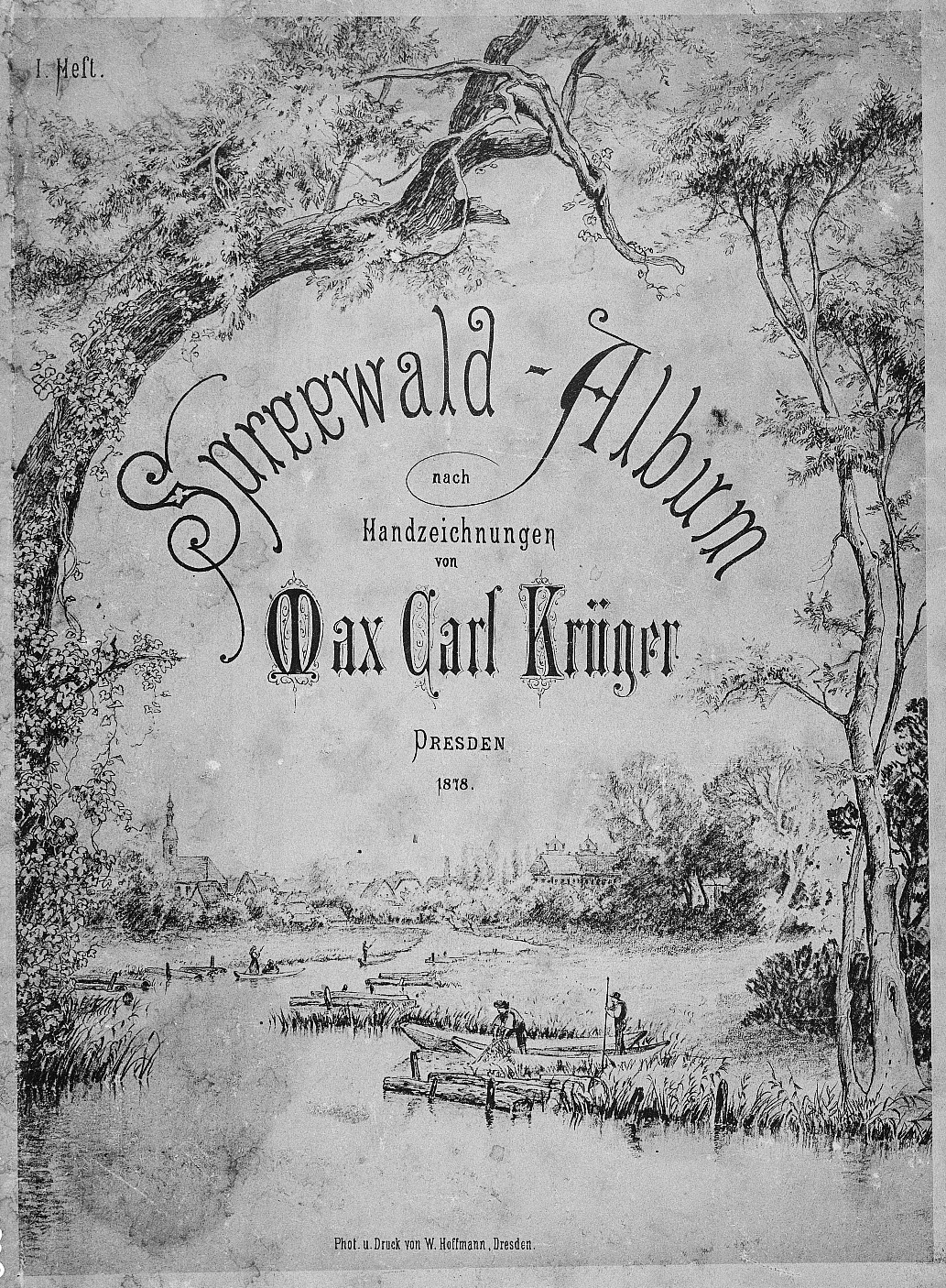
Titelblatt des Spreewald-Albums

Max Carl Krüger (* 18. Juli 1834 in Lübbenau/Spreewald; † 30. Januar 1880 in Dresden) war ein deutscher Maler.

## Leben und Werk
Max Carl Krüger wurde am 18. Juli 1834 in Lübbenau/Spreewald geboren. Er studierte an den Kunsthochschulen München und Weimar. Studienreisen führten ihn u. a. nach Italien. 1870 ließ er sich in Dresden nieder. Er beteiligte sich an akademischen Kunstausstellungen in Dresden und Berlin. Max Carl Krüger starb am 30. Januar 1880 in Dresden.
Max Carl Krüger widmete sich vorrangig der Landschaftsmalerei. Sein künstlerisches Schaffen war eingebettet in die Bestrebungen der Dresdner Kunst des 19. Jahrhunderts, Lebensweisen und regionale Eigenarten der ländlichen Bewohner darzustellen. Sein 1878 erschienenes Spreewald-Album dient wegen seiner realistischen Darstellungsweise noch heute als Quelle für historische Forschungen.